# 70ª edizione dei Directors Guild of America Award
La 70ª edizione dei Directors Guild of America Award si è tenuta il 4 febbraio 2018 ed è stata presentata da Judd Apatow. Le candidature per la regia in campo televisivo, documentaristico e pubblicitario sono state annunciate il 10 gennaio 2018, mentre le candidature per il cinema sono state annunciate l'11 gennaio.

## Cinema

### Film
- Guillermo del Toro – La forma dell'acqua - The Shape of Water (The Shape of Water)
- Greta Gerwig – Lady Bird
- Martin McDonagh – Tre manifesti a Ebbing, Missouri (Three Billboards Outside Ebbing, Missouri)
- Christopher Nolan – Dunkirk
- Jordan Peele – Scappa - Get Out (Get Out)

### Documentari
- Matthew Heineman – La città dei fantasmi (City of Ghosts)
- Ken Burns e Lynn Novick – The Vietnam War
- Bryan Fogel – Icarus
- Steve James – Abacus: Small Enough to Jail
- Errol Morris – Wormwood

### Opere prime
- Jordan Peele – Scappa - Get Out (Get Out)
- Geremy Jasper – Patti Cake$
- William Oldroyd – Lady Macbeth
- Taylor Sheridan – I segreti di Wind River (Wind River)
- Aaron Sorkin – Molly's Game

## Televisione

### Serie drammatiche
- Reed Morano – The Handmaid's Tale per l'episodio Difred (Offred)
- Matt e Ross Duffer – Stranger Things per l'episodio Capitolo nove: La porta (Chapter Nine: The Gate)
- Jeremy Podeswa – Il Trono di Spade (Game of Thrones) per l'episodio Il drago e il lupo (The Dragon and the Wolf)
- Matt Shakman – Il Trono di Spade (Game of Thrones) per l'episodio Spoglie di guerra (The Spoils of War)
- Alan Taylor – Il Trono di Spade (Game of Thrones) per l'episodio Oltre la Barriera (Beyond the Wall)

### Serie commedia
- Beth McCarthy-Miller – Veep - Vicepresidente incompetente (Veep) per l'episodio Chicklet
- Aziz Ansari – Master of None per l'episodio Il ladro (The Thief)
- Mike Judge – Silicon Valley per l'episodio Server Error
- Melina Matsoukas – Master of None per l'episodio Il Ringraziamento (Thanksgiving)
- Amy Sherman-Palladino – La fantastica signora Maisel (The Marvelous Mrs. Maisel) per l'episodio pilota

### Miniserie e film tv
- Jean-Marc Vallée – Big Little Lies - Piccole grandi bugie (Big Little Lies)
- Scott Frank – Godless
- Barry Levinson – The Wizard of Lies
- Kyra Sedgwick – Story of a Girl
- George C. Wolfe – La vita immortale di Henrietta Lacks (The Immortal Life of Henrietta Lacks)

### Varietà, talk show, news, sport
- Don Roy King – Saturday Night Live per la puntata del 15 aprile 2017 presentata da Jimmy Fallon
- Andre Allen – Full Frontal with Samantha Bee per la puntata dell'11 ottobre 2017
- Paul G. Casey – Real Time with Bill Maher per la puntata del 15 settembre 2017
- Jim Hoskinson – The Late Show with Stephen Colbert per la puntata del 13 novembre 2017 con Joe Biden ed Elton John
- Paul Pennolino – Last Week Tonight with John Oliver del 16 aprile 2017 sulle elezioni presidenziali francesi

### Varietà, talk show, news, sport – Speciali
- Glenn Weiss – 89ª edizione della cerimonia dei Premi Oscar
- Stan Lathan – Dave Chappelle: The Age of Spin
- Linda Mendoza – Kennedy Center Mark Twain Prize Honoring David Letterman
- Paul Pennolino – Full Frontal with Samantha Bee per la puntata speciale del 29 aprile 2017 Not the White House Correspondents' Dinner
- Amy Schumer – Amy Schumer: The Leather Special

### Reality/competition show
- Brian Smith – MasterChef per la puntata del 16 agosto 2017 Vegas Deluxe & Oyster Schucks
- Hisham Abed – Encore! per la puntata pilota
- John Gonzalez – Live PD per la puntata dell'8 luglio 2017
- Adam Vetri – Dare to Live per la puntata Chainsmokers
- Kent Weed – Spartan: Ultimate Team Challenge per la puntata del 12 giugno 2017

### Programmi per bambini
- Niki Caro – Chiamatemi Anna (Anne with an "E") per l'episodio State per decidere della vostra sorte (Your Will Shall Decide Your Destiny)
- Benjamin Lehmann – The Magical Wand Chase: A Sesame Street Special
- Lily Mariye – Just Add Magic per l'episodio Just Add Meddling
- Alison McDonald – An American Girl Story: Summer Camp per l'episodio Friends for Life
- Matthew O'Neill e Thalía – 15: A Quinceañera Story: Zoey

## Pubblicità
- Martin de Thurah – spot per StubHub (Festival; Machines) e  Wealthsimple (Mad World)
- Alma Har'el – spot per Procter & Gamble (Love without Bias)
- Will Hoffman e Julius Metoyer – spot per KitchenAid (Anthem) e Ford (Go Further)
- Miles Jay – spot per Bose (Alive) e Squarespace (Calling JohnMalkovich.com; Who is JohnMalkovich.com?)
- Isaiah Seret – spot per Samsung (Growing Up; I Love You) e Kohler Co. (Never Too Composed)